# Platystele dalstroemii
Platystele dalstroemii är en orkidéart som beskrevs av Carlyle August Luer. Platystele dalstroemii ingår i släktet Platystele och familjen orkidéer. Inga underarter finns listade i Catalogue of Life.